# Hoosier Park
Harrah's Hoosier Park Racing & Casino, även känt som endast Hoosier Park, är en travbana i Anderson i Indiana i USA. Banan ligger ca 30 km nordost om Indianapolis. Banan invigdes 1994 och arrangerar lopp inom både trav- och passgångssport.

## Om banan
Huvudbanan är en oval bana på 7⁄8 miles (1 408 m) och banans underlag består av jord och sand. Banans lopp körs vanligtvis över distansen 1 609 meter, vilket är den vanligaste distansen i Nordamerikansk trav- och passgångssport.
Banan är även värd för konserter, och bland andra The Beach Boys, The Fabulous Thunderbirds och Billy Currington har spelat där.
2018 köpte Caesars Entertainment Corporation banan av Centaur Holdings, tillsammans med Indiana Grand. Det meddelades då att banan skulle döpas om till Harrah's Hoosier Park.

## Större lopp
Redan 1994, då banan invigdes, kördes loppet Dan Patch Stakes för första gången. Loppet har sedan dess blivit en tradition och brukar locka till sig både topphästar och toppkuskar.
2017 var banan värd för samtliga lopp i loppserien Breeders Crown.